# 3280 Grétry
3280 Grétry là một tiểu hành tinh vành đai chính với chu kỳ quỹ đạo là 1514.3565417 ngày (4.15 năm).
Nó được phát hiện ngày 17 tháng 9 năm 1933.